# Hanser Lina Göransson
Hanser Lina Göransson, född 13 april 1908 i Orsa, död där 27 juni 1992, var en svensk operasångare (sopran).
Göransson hette som ogift Hanser Lina Andersdotter, då hon vallade korna i Spirisby i Orsa. Hon sjöng sina vallåtar och upptäcktes första gången som 13-åring av tonsättaren Hugo Alfvén. Den musikkontakten förmedlades av storspelmannen Gössa Anders. Göransson var solist i Siljanskören, Hugo Alfvéns egen kör. ”Det finns ingen som tolkar mina sånger bättre än Hanser Lina”, sa Hugo Alfvén.
Hon var gift med folkskolläraren och kantorn Erik Göransson.
Göransson debuterade på Operan 1939 som Santuzza i På Sicilien där hon sjöng mot Jussi Björling, hon fortsatte med Tatjana i Eugen Onegin 1940 och 1941 som Elisabeth i Tannhäuser, men sedan tackade hon nej. Hon trivdes inte med atmosfären på operan. Därefter fortsatte hon turnera i Sverige, men också i USA, oftast med maken som ackompanjatör på piano. Det musikaliska paret bodde i Stockholm sedan slutet på 1940-talet, för övrigt på Siljansvägen i Årsta, och flyttade hem till Orsa som pensionärer 1974.

## Priser och utmärkelser
- 1989 – Hugo Alfvénpriset